# Беловский сельсовет (Оренбургская область)
Беловский сельсовет — сельское поселение в Сакмарском районе Оренбургской области Российской Федерации.
Административный центр — село Беловка.

## История
Статус и границы сельского поселения установлены Законом Оренбургской области от 2 сентября 2004 года № 1424/211-III-ОЗ «О наделении муниципальных образований Оренбургской области статусом муниципального района, городского округа, городского поселения, установлении и изменении границ муниципальных образований».

## Население
| 2010  | 2012  | 2013  | 2014  | 2015  | 2016  | 2017  |
| ----- | ----- | ----- | ----- | ----- | ----- | ----- |
| 1855  | ↗1860 | ↗1867 | ↘1840 | ↘1827 | ↗1837 | ↘1823 |
| 2018  | 2019  | 2020  | 2021  |       |       |       |
| ↘1812 | ↘1805 | ↘1802 | ↗1812 |       |       |       |

## Состав сельского поселения
| № | Населённый пункт | Тип населённого пункта       | Население |
| - | ---------------- | ---------------------------- | --------- |
| 1 | Беловка          | село, административный центр | 1282      |
| 2 | Гребени          | село                         | 217       |
| 3 | Дворики          | село                         | 161       |
| 4 | Ерёминка         | село                         | 195       |